# Mayrhofen
Mayrhofen is een gemeente in de Oostenrijkse deelstaat Tirol, en maakt deel uit van het district Schwaz.
Mayrhofen telt 3839 inwoners.
De Zillertalspoorlijn ligt tussen Mayrhofen en Jenbach. In Mayrhofen bevindt zich een aantal skiliften van de Mayrhofner Bergbahnen: De Ahornbahn en de Penkenbahn. Deze skiliften gaan naar het skigebied van Mayrhofen, het Zillertal 3000.

## Geografie
Mayrhofen ligt ten oosten van de Ziller aan het einde van het Zillertal waar meerdere zijdalen beginnen zoals Zemmgrund, het Stilluptal, Zillergrund en het Tuxertal. Het gebied Mayrhofen omvat onder andere de Ahornspitze (2973m), Ochsner (3107m), Zsigmondyspitze (3089 m), Floitenturm (2805 m) en aan de grens met Italië de Großen Löffler (3379 m), allen in de Zillertaler Alpen gelegen.
Mayrhofen is qua oppervlakte de op twee na grootste gemeente van Tirol. Ze bestaat uit Ortsteilen Straß, Hollenzbrücke, Dorf-Haus, Edenlehen, Hochsteg, Rauchenwald, Kumbichl, Dornau, Laubichl, Durst, Hollenzen, Eckartau en Ginzling.

### Buurgemeenten
De buurgemeenten van Mayrhofen zijn: Ahrntal, Brandberg, Finkenberg, Ramsau im Zillertal en Schwendau.

## Sport
Mayrhofen was in 2007 de startplaats van de Ronde van Oostenrijk, een meerdaagse wielerkoers die dat jaar ging over een afstand van 1247.6 kilometer en werd gewonnen door de Belg Stijn Devolder. In 2009 finishte de zesde etappe van de Ronde van Italië 2009 in Mayrhofen. De rit startte in Brixen.

## Partnersteden
- Bad Homburg vor der Höhe
- Bad Mondorf
- Bad Tölz
- Cabourg
- Chur
- Terracina

## Afbeeldingen

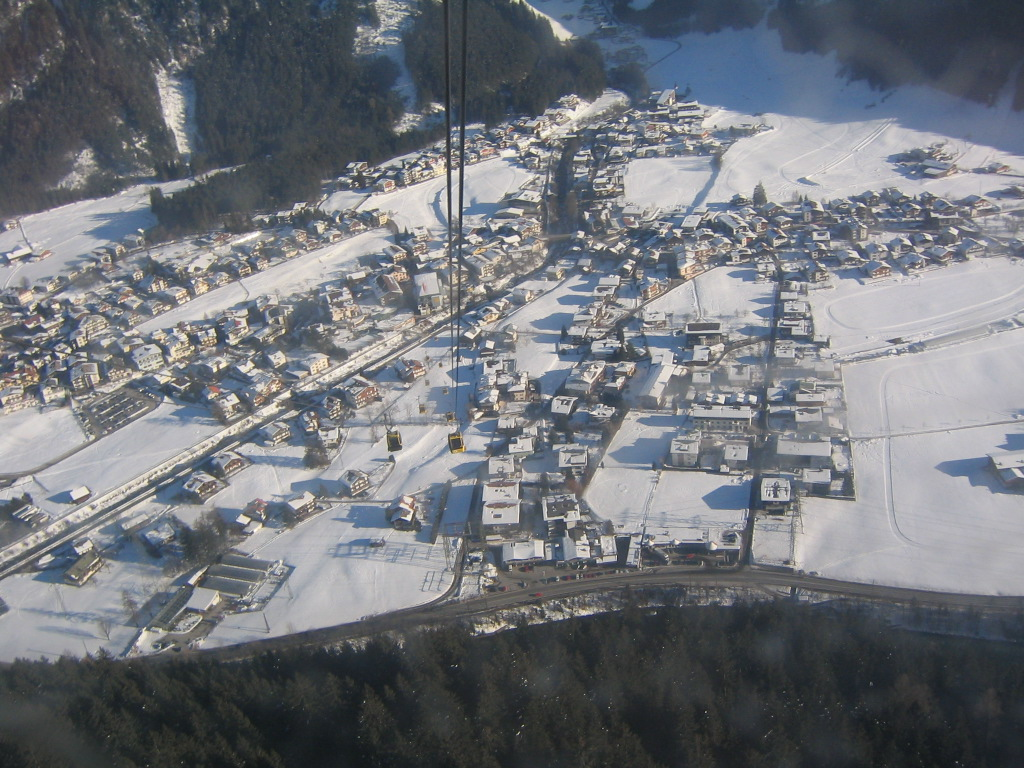
Zicht op Mayrhofen vanaf de Penkenbahn
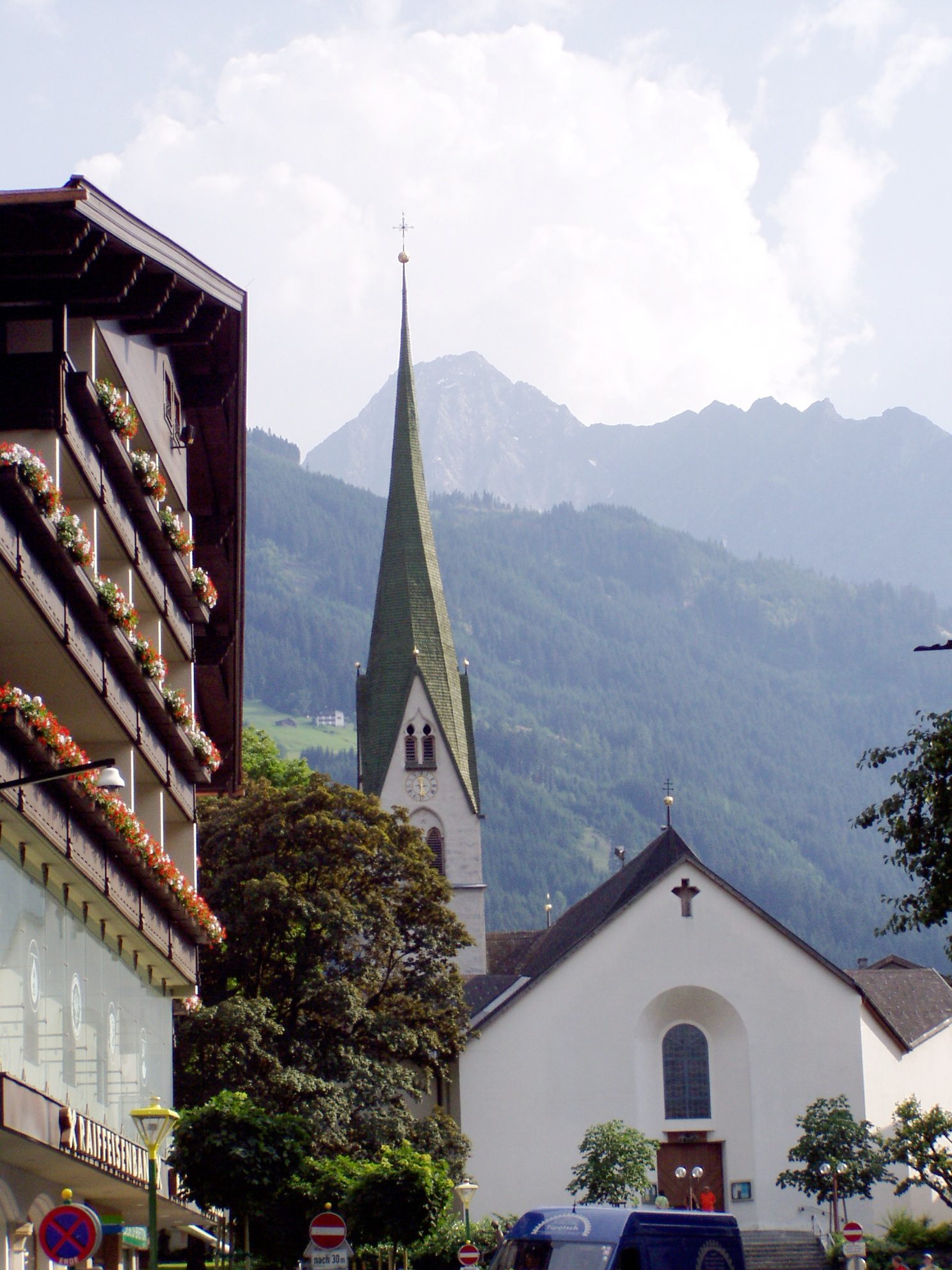
De gedraaide toren van de parochiekerk